# 孤独の賭け〜愛しき人よ〜
『孤独の賭け〜愛しき人よ〜』（こどくのかけ いとしきひとよ）は、五味川純平の長編小説『孤独の賭け』をドラマ化したTBS系列のテレビドラマ。2007年4月12日から6月21日まで、毎週木曜日22:00 - 22:54（JST、初回は - 23:09）に放送された。全11回。ハイビジョン制作。字幕データ放送。平均視聴率 7.0%（ビデオリサーチ調べ・関東地区）

## 概要
- キャッチコピーは「俺たちは、金と欲でつながっている。」。
- 1978年のテレビドラマ放送以来、約30年ぶり、4度目の映像化となる。原作は1960年初頭（東京オリンピック前夜）、急速に発展を遂げていく東京を舞台に、水商売から立身出世を遂げた事業家と買収間近の洋裁店で働く縫い子が、互いの野望と復讐のために「賭け」に乗り出す話であったが、今回のドラマ化で、時代設定はドラマが放送される2007年現在に変更された。また、物語のラストは1年後の2008年で、放送時点での未来の話となっている。
- 第4話で百子が叔父への復讐を果たしたあとの展開は基本的にドラマオリジナルで、原作とは全くの別物である。また、第3話以降、原作で多く描かれている性描写は抑えられている。

## 物語の舞台
千種インターナショナル（Chigusa INTERNATIONAL inc.）
年商270億円を誇る巨大企業。歓楽街に多くの高級クラブやバーを展開する。ドラマスタート当時は、東京中心部に600億円で娯楽ビル（ニューセンチュリー）を着工。また、再開発が進む東京湾岸地域に1800億円を投じ、地上70階建ての巨大娯楽施設を建設し、その中に日本初の公営カジノ施設（原作では賭博施設）を作ることをもくろんでいるが、カジノ法案の成立、そして、思わぬ障壁に事業は難航することになる。
当初はカジノを海江田幹事長、大垣副総裁などの政策により、公営で運営することを考えていたが、東野恒産との対立により、外資を導入する意向に転換。海江田と大垣を言いくるめ、ラスベガスの企業と提携を結んでいた。しかし、スキャンダルが明るみに出て提携は解消。最後の一手としてアジア系の企業との交渉に臨んだが、東野恒産との合弁でカジノ施設建設を進めることがきまる。千種インターナショナルは500億もの負債を抱え、倒産した。
フェリーネ（Feline）
表参道にある服飾デザイン事務所。原作での名前は「ボヌール」。オートクチュールの老舗で、主にファッションショーでモデルが着用するドレスなどをデザインしている。しかし、経営は火の車で2000万円の負債を抱え、売りに出されるという話もあがっている。原作では、「カマキリ」と呼ばれていたオーナーが、パトロンの事業のために出資した挙句、その事業が失敗し、被害を受けたという経緯があるが、本ドラマではオーナーの手腕が低かったことが原因になっている。ちなみに、「ボヌール」（bonheur）がフランス語で「幸福」という意味であるのに対し、ドラマでの事務所の名前はフランス語で「ネコ科の動物」の他に「ずるい、表裏のある」といった意味がある。
コレクションを成功させ、その後も東野恒産の後ろ盾もあり、一流ブランドへの道を歩んでいく。
レギャン（BAR LEGIAN）→ ラ・フェリーネ（BAR LA FELINE）
霞町にあるおしゃれなバー。バーの名前はバリ語で「心地よい」という意味。原作での名前は「アロハ」。千種が以前から行き着けの店で、百子と初めて会った日にも共に訪れている。百子が「賭け」の話を切り出した場所でもある。しかし、パトロンがサムエル・ミヤタに借金を抱え、事実上、店はミヤタのものになっている。このため、千種は店を買い取り、マダムの倉沢時枝を自分の元で働かせること、また、このバーを百子に任せることを考える。原作では小さなバーで、千種はミヤタとの取引で初めて訪れている。
当初は5,500万円（原作では550万円）で時枝から買い取る予定だったが、百子のことをよく思わない千種の妻・寿都子が手を切らせるため、副総裁夫人・大垣田鶴子に5000万（原作・500万円）で買わせてしまう。その後、大垣夫人は千種に7000万円（原作・700万円）で強引に売りつけ、結果、千種は1000万以上の損失を被ることになる。原作で千種は「自分で金を作ることができるのか？」「おまえは俺の足を引っ張って損をさせるだけだ」と怒りをあらわにし、寿都子に反論させないようにさせるが、ドラマではここまでは言っていない。なお、改名後の店名が服飾デザイン事務所と同じ名前であるのは原作と同じ。これは、千種が名前をつけるのを面倒だと思ったためである。
千種インターナショナルの倒産後、百子がオーナーとして買い取った。

## キャスト
年齢、プロフィールは一部HPより抜粋。また、斜体で表記の人物はドラマオリジナル人物。
千種 梯二郎（ちぐさ ていじろう：31歳）： 伊藤英明（少年時代：川口翔平）
「千種インターナショナル」社長。一代で水商売から出世を遂げた実力者。プライベートジェットで世界を飛び回り、その動向に多くのマスコミが注目する存在である。しかし、裏では金の力にものを言わせ土地を買収し、所有者を死に追い込むなど冷酷な一面を見せる。11歳の時に父親が会社の買収によって職を失い、自殺したことがトラウマになっていて、貧しい生活を恨み、金がすべての世の中をむなしく感じている。
実は、父を死に追いやった張本人が百子の実父・乾潤一郎（ドラマオリジナル）で、百子のことは幼い頃から知っていた。百子に金を投資したのは、どのように金を使い、復讐をするのかに興味があったためである。
東野との対立後は、外資導入を目指し孤軍奮闘するものの、スキャンダルや仲間の裏切りもあり転落していく。そして、最後は百子に諭されるようにカジノ事業をあきらめ、自己破産を申請した。1年後、負債のかたがつき、新しい道を歩もうとしていた。何者かに腹部を刺されドラマは終了する。
乾 百子（いぬい ももこ：26歳）： 長谷川京子
「フェリーネ」下請けデザイナー。その腕は良く、手がけた服が大手ブランドで高く売られるほどであるが、月給が安く、自分の手がけた服も買えない。また、ファッションショーではモデルにしごかれてばかりいる。千種との出会いを千載一遇のチャンスと考え、この「賭け」で店を買収し、コレクションを開いて、自分の手がけた服を周りに正当に評価してもらうこと、そして、母と兄を死に追いやった叔父を破産させ、路頭に迷わせることをもくろむ。
幼いころは裕福な生活をしており、父が資産家であったが評判はよくなく、叔父（乾 泰三）が家を取り上げたときも父に同情する人物は少なかったという。父の死後、大学受験に失敗した兄が自殺し、自意識の高かった母親が百子を道連れに心中を図った。百子は蒔田二郎によって助けられたが、母親は助け出すことができなかった。
コレクションを成功させたあと、フェリーネとバーを千種から買い取り、自らがオーナーとなる。そして、人気ブランドとして世間の注目を浴びるようになる。
中川 京子（なかがわ きょうこ：29歳）： 井川遥
「千種インターナショナル」秘書。千種の有能な秘書であり、立場上、自分の感情を押し出さない人間であるが、百子の存在を疎ましく、そして脅威に感じている。
蒔田 二郎（まきた じろう：32歳）： 堺雅人
百子の兄の親友。趣味が講じてロシア文学大学講師をしているが、彼もまた安月給である。百子の兄の遺言を守り、百子を支えつづけている。本ドラマでは原作に登場するバーテン・柏田の役回りをかねている。
百子の母親が一家心中を図ったときに、百子を助け出した。しかしその際、倒れてきた家財道具に足がはさまれ、今でも足に障害が残っている。
1年後、サンプトペテルブルクの大学に招聘され、新しい道を歩むために百子の元を離れる。
倉沢 時枝（くらさわ・ときえ：35歳）： 青田典子
「バー・レギャン」オーナーマダム。店の買収後は高級クラブのママになっている。百子に対して商売のイロハを教えている
1年後、再びバー「ラ・フェリーネ」のマダムとして働きはじめた。
森 信子（もり のぶこ：27歳）： 田畑智子
「フェリーネ」共同経営者。百子のことをよく理解しているパートナーであり、百子が信頼を寄せている人物。
その存在は百子だけでなく美香の心をも動かしたが、第9話にて、車に撥ねられそうになった美香をかばって犠牲になった。
東野 順造（とうの・じゅんぞう：72歳）： 笹野高史
「東野恒産」社長。同ドラマの黒幕。有力政治家の倅に自分の娘を嫁がせるほか、大手企業にヤミ献金を送るなどして暗躍している。千種が百子と関係を持っていることに怒り、融資を止め、千種との縁を切る構えを見せる。
千種の裏切りに激情し、卒倒。脳梗塞と診断され、一時危篤状態だったが、奇跡的に持ち直す。これが千種にとっての大きな痛手となった。
氷室 健二（ひむろ けんじ：39歳）： 田宮五郎
「東野恒産」常務。東野の後釜を狙っている。
しかし、東野恒産の後釜を狙い、東野を陥れようとしていたことが明らかになり、会社を追われる。さらには千種にも軽く扱われ、恨みが重なっていく。
高木 俊彦（たかぎ としひこ：31歳）： 中原裕也
「千種インターナショナル」秘書兼課長。表向きは千種に忠誠を尽くす部下であるが、敵対している東野順三の次女・隆子との結婚話があがっている。このため、裏では千種の動向を東野に報告し、東野に加勢する動きを見せている。
そして千種の失墜を見計らって、東野側に寝返る。
乾 美香（いぬい みか：18歳）： 渡辺夏菜
百子の従姉妹。叔父・泰三の娘。貧しい家計の中、大学進学の夢をあきらめ上京。半ば強引に百子のアパートで居候生活をはじめる。店の仕事は一応まともに手伝っているが、金を着服し、母親に仕送りしていた。自分の家族のために両親と兄を失った百子の境遇に同情しながらも、結果として自分を父親を死なせた百子のことは許さないとしている。
しかし、信子が自分をかばって死んでしまったことを悔やみ、百子に謝罪し、フェリーネの手伝いを続けている。
東野 隆子（とうの たかこ：24歳）： 河本麻希
東野順造の次女で、いわゆるセレブモデルとして活躍している。東野恒産の代表件および株の5割を持っているため、本人の意とは別に、裏で買収等の駆け引きが進められる。百子の才能を高く評価している一人。
宮田 サムエル（みやた さむえる：41歳）： 羽賀研二
ニューヨークを拠点に活動している画商。同時に海外で2つの会社のエージェントを行っている。表向きは千種のビジネスに興味を持ち、資金調達をもくろんでいるが、裏では千種の妻、寿都子と関係を持っている。千種と動きを共にする一方で、秘密情報を大垣夫人にリークするなど気の許せない存在。
大垣 信吾（おおがき しんご：62歳） ： 石田太郎
与党・新民党の副総裁。幹事長である海江田と共に、「カジノ法案」の採決を目指している。しかし、千種のことは「素性がしれない」とし、見くびっている。
澄田 香織（すみだ かおり：39歳）： 濱田マリ（オーナー、第2話、第7話）
ビジネスの才能、デザイナーとしてのスキルに欠け、時代に合わないブランドに力を入れた結果、経営を悪化させてしまったため、オーナーを辞めさせられる。しかし、百子のことをねたみ、コレクションの妨害工作にでる。東野の息がかかっている。
千種 寿都子（ちぐさ すずこ：33歳）： 高岡早紀
千種梯二郎の妻。千種の気を引こうにも相手にされず、百子のところにいっては、百子を罵倒しつづけたが、千種の失墜後は千種を見放す動きに出る。そして、自己破産後に離婚、
大垣 田鶴子（おおがき たずこ：42歳）： 古手川祐子
大垣信吾副総裁の妻。カジノ法案成立を目指し、千種を利用する。

### その他（ゲストおよびオリジナルキャスト）
乾 泰三（いぬい たいぞう：63歳）： でんでん（百子の叔父・水産加工工場『乾水産』経営）
経営は思わしくなく、土地は既に人手に渡っている。また、末期ガン（原作では肝硬変）で、余命半年を宣告されていたが、百子が復讐を遂げた日に、病状が悪化し急死した。
乾 幸枝（いぬい ゆきえ：60歳）： 山口美也子（百子の叔母、泰三の妻）
泰三の看護をしている専業主婦。美香からの仕送りを受けている。
乾 晃一（いぬい こういち）： 河野弘樹
乾 潤一郎（いぬい じゅんいちろう）：津村和幸
海江田 太郎 ： 春田純一
与党・新民等幹事長。1年後には総理大臣に就任、カジノ事業を進めている。
中川 咲子 ： 藤澤ひかり
京子の妹。重い心臓病を患い、移植のほかに助かる道はない。
岩沢 秀一 ： 池内万作
京子の妹・中川咲子の担当医。蒔田の高校時代の同級生。
池田 淳（いけだ じゅん）： 浜田学（第3話、第8話）
雑誌「月刊文藝公論」記者で、醜聞を狙っている。「ニューセンチュリー」の開店レセプションにて、千種の活躍を面白くないとばかりに陰口をたたき、百子と口論になった挙句、ビールを浴びせられたほか、千種と百子の過去の因縁をスクープする。なお、レセプションの件は原作にも同じ場面が登場するため、完全なオリジナル人物とはいえない。
天野 一也（あまの かずや）： 崎山凛（第3話）
東都新聞記者。
船木 冴子（ふなき さえこ） ： 中島史恵（第5話）
バー「ラ・フェリーネ」に来たセレブリティ。店内の雰囲気などを高く評価していた。が、実は千種が裏で手を回し、店にくるように仕向けた客の一人。

## スタッフ
- 原作：五味川純平『孤独の賭け』（2007年3月・幻冬舎文庫より発売）
- 脚本：成瀬活雄
- プロデューサー：貴島誠一郎、植田博樹
- 演出：生野慈朗、倉貫健二郎、松田礼人
- 音楽：澤野弘之
- 音楽プロデュース：志田博英
- 技術：島崎孝雄
- 撮影：須田昌弘
- 照明：竹内留吉
- 技術デスク：亘良作
- 音声：小島一宏
- 編集：森本大輔
- 音響効果：谷口広紀
- タイトルバック：井田久美子
- オフライン編集：森本仁志
- MA：神田良孝
- CG：田中浩征
- 美術製作：澤井義雄
- 美術デザイン：YANG仁栄
- 衣装：綿貫奈保子
- スタイリスト：伊藤佐智子、長田久美
- ヘアメイク：中田麻由子、千葉友子、田村小春
- 協力：東通、アックス、日音、緑山スタジオ・シティほか
- ロケ協力：京王電鉄株式会社、川崎ソリッドスクエアほか
- 制作協力：オハラ調査事務所ほか
- 演出補：山本剛義
- プロデューサー補：菅野真由美
- 制作担当：増子美和
- 記録：田村寿美
- 製作：ドリマックス・テレビジョン、TBS

## 音楽
主題歌：アンジェラ・アキ - 「孤独のカケラ」（エピックレコードジャパン）
2007年5月23日発売。台本を元に書き下ろされた楽曲で、なおかつ希望が持てる作品になっている。テーマは「孤独と愛」。プロデューサーの貴島氏がアンジェラの『HOME』を聴き、曲のクオリティーの高さに主題歌の起用を決断した。ちなみに、演出を担当した生野氏もまた、アンジェラのファンであるという。
挿入歌：melody. - 「Love Story」（トイズファクトリー）
2007年5月30日発売。melody.の曲としては珍しく日本語のみでつづられた歌詞になっている。これもまた、ドラマのストーリーをもとに書き下ろした作品。
サウンドトラック：澤野弘之
『孤独の賭け〜愛しき人よ〜 オリジナル・サウンドトラック』：2007年6月6日発売。
一部、HPより抜粋。

## 放映リスト
| 回                                              | 放送日        | サブタイトル     | 演出       | 視聴率 |
| ----------------------------------------------- | ------------- | ---------------- | ---------- | ------ |
| 第1話                                           | 2007年4月12日 | 愛と金と欲望     | 生野慈朗   | 11.2%  |
| 第2話                                           | 2007年4月19日 | 復讐劇の幕は開く | 生野慈朗   | 9.4%   |
| 第3話                                           | 2007年4月26日 | 醜聞             | 倉貫健二郎 | 7.4%   |
| 第4話                                           | 2007年5月3日  | お行儀の悪い奴ら | 松田礼人   | 7.3%   |
| 第5話                                           | 2007年5月10日 | 離れれば恋しく…  | 生野慈朗   | 7.6%   |
| 第6話                                           | 2007年5月17日 | 牙を抜かれた野獣 | 倉貫健二郎 | 6.0%   |
| 第7話                                           | 2007年5月24日 | 愛する為の裏切り | 松田礼人   | 6.9%   |
| 第8話                                           | 2007年5月31日 | 過去に蘇る愛憎   | 生野慈朗   | 6.2%   |
| 第9話                                           | 2007年6月7日  | 告白!陰謀と転落  | 倉貫健二郎 | 5.6%   |
| 第10話                                          | 2007年6月14日 | 引き裂かれる愛   | 松田礼人   | 5.1%   |
| 最終話                                          | 2007年6月21日 | さらば愛しき人   | 生野慈朗   | 4.5%   |
| 平均視聴率 7.0%（ビデオリサーチ調べ・関東地区） |               |                  |            |        |

- 初回は15分拡大（22:00 - 23:09）。